# Demicryptochironomus lutoga
Demicryptochironomus lutoga är en tvåvingeart som beskrevs av Oksana V. Zorina 2004. Demicryptochironomus lutoga ingår i släktet Demicryptochironomus och familjen fjädermyggor. Inga underarter finns listade i Catalogue of Life.